# Thietmar I. (Meißen)
Thietmar I. (* um 920; † zwischen 10. Mai und 14. Juli 978, nach anderen Quellen † 3. August nach 979) war ab 944 Graf im Schwabengau, ab etwa 970 Graf im Gau Serimunt und ab 976 Markgraf von Meißen und Merseburg.

## Leben
Thietmar war Sohn des Grafen Christian, Bruder des Erzbischofs Gero von Köln und über seine Mutter Hidda Neffe des Markgrafen Gero. Nach dem Tod seines Onkels gelangte Thietmar I. zu Macht und Würden, da er große Teile von dessen Mark erbte, so insbesondere den Hardagau, Schwaben- und Nordthüringgau und den Hassegau.
Er heiratete Suanhilde (* 945/955; † 26. November 1014), eine Tochter Hermann Billungs aus der Familie der Billunger. Dieser Ehe stammte Markgraf Gero II. ab.
Thietmar wurde bestattet im Kloster zu Nienburg.
Nach Thietmars Tod heiratete Suanhilde vor dem Jahre 1000 Ekkehard I. von Meißen.